# Aeroportul Internațional Coleman A. Young
Aeroportul Internațional Coleman A. Young (IATA: DET, ICAO: KDET, FAA LID: DET) este un aeroport din Detroit, Comitatul Wayne, Michigan, Michigan, Statele Unite ale Americii ce deservește zona Detroit. Aeroportul a fost tranzitat în 2019 de 174 de pasageri. A fost numit după Coleman Young⁠(d).
Situat la o altitudine de 191 m, aeroportul dispune de 2 piste.

## Infrastructură

### Piste
Aeroportul dispune de 2 piste. Pista 07/25 are suprafața de asfalt și dimensiunile 3.714 picioare × 100 picioare. Pista 15/33 are suprafața de asfalt și dimensiunile 5.090 picioare × 100 picioare. 